# NGC 107
Az NGC 107 egy spirálgalaxis, ami a Cet csillagképben található, 280 millió fényévre a Földtől. Otto Struve fedezte fel, 1866-ban.